# Вторгнення в Капську колонію
Вторгнення в Капську колонію, також відоме як Битва при Муйзенбергу — британська військова експедиція, розпочата в 1795 році проти Голландської Капської колонії на мисі Доброї Надії. Голландська колонія на мисі, заснована та контрольована Об'єднаною Ост-Індською компанією в сімнадцятому столітті, була на той час єдиним життєздатним південноафриканським портом для кораблів, що прямували з Європи до європейських колоній в Ост-Індії. Тому він мав життєво важливе стратегічне значення, хоча в інших випадках він був економічно незначним. Взимку 1794 року, під час Війн за незалежність Франції, французькі війська увійшли до Голландської республіки, яка була перетворена в Батавську республіку.
У відповідь Велика Британія розпочала операції проти Нідерландської імперії, щоб використати свої засоби проти французького флоту. Британська експедиція під керівництвом віце-адмірала сера Джорджа Кейта Елфінстона відпливла в квітні 1795 року, прибувши біля Саймон-тауна на мисі в червні. Були зроблені спроби домовитися про врегулювання з колонією, але переговори нічого не дали, і 7 серпня було здійснено висадку амфібії. Під Муйзенбергом відбулася коротка битва, і сутичка між британськими та голландськими силами тривала до вересня, коли висадилися більші військові сили. Оскільки Кейптаун був під загрозою, голландський губернатор Авраам Йозіас Слуйскен здав колонію.
Згодом Ельфінстон зміцнив гарнізон проти контратак і розмістив ескадру Королівського флоту біля порту. Майже через рік колона голландського підкріплення досягла колонії та виявила, що її чисельність значно переважала, і здалася без бою. Британська окупація тривала до Ам'єнського миру в 1802 році, коли він був повернутий голландцям. У 1806 році, під час наполеонівських війн, друге британське вторгнення знову окупувало колонію після битви при Блаувберзі, і вона залишалася британською колонією до створення Південно-Африканського Союзу в 1910 році.

## Передумови
Французька революційна війна, яка розпочалася в 1792 році після Французької революції, поширилася в січні 1793 року, коли Французька Республіка оголосила війну Голландській Республіці та Королівству Великобританії. Це призвело до війни в Індійському океані, де Британія та Нідерланди утримували прибуткові імперії. Торгівлі з цих імперій загрожували французькі капери та військові кораблі, що йшли з Іль-де-Франс (нині Маврикій), але у водах Південної Африки вона була захищена присутністю голландської Капської колонії. Розташована на мисі Доброї Надії Капська колонія була заснована в сімнадцятому столітті, щоб запропонувати гавань для судноплавства між Європою та Ост-Індією, і в 1790-х роках вона залишалася єдиною такою станцією між Ріо-де-Жанейро та Британської Індією.
Капська колонія управлялася з двох міст: більшого Кейптауна на широкій Столовій затоці на захід і меншого Саймонс-тауна на Фолс-Бей на півдні. Жодна бухта не була захищена від атлантичних штормів, і обидві були, як відомо, небезпечними, оскільки вітри, течії та скелі становили серйозну загрозу для судноплавства. Крім важливості як порту поповнення запасів для судноплавства Ост-Індії, колонія мала економічну цінність у 1790-х роках і була захищена гарнізоном з приблизно 1000 регулярних солдатів VOC, доповнених бурським ополченням і допоміжними силами койхой під командуванням генерала Авраама Джозіаса Слуйскена та полковника Роберта Джейкоба Гордона, що нараховувало загалом 3600 військових. Цей гарнізон був зосереджений у Замку Доброї Надії та діяв із серії прибережних укріплень, які захищали Столову затоку. Фолс-Бей був слабше захищений, його прикривали лише дві легкоозброєні батареї.
Взимку 1794 року французькі солдати вторглися в Нідерланди і захопили Амстердам. Після того як штатгальтер Вільгельм Оранський втік до Британії, революціонери відновили Голландську республіку як Батавську республіку. У Британії Вільям видав листи Кью, в яких наказував своїм колоніальним губернаторам співпрацювати з британськими окупаційними силами. За наполяганням сера Френсіса Берінга, військовий міністр Генрі Дандас санкціонував місію для забезпечення контролю над Капською колонією та усунення потенційної загрози, яку вона становила для торгівлі в Східній Індії. 3 квітня 1795 року Адміралтейство направило до мису дві бойові ескадри, одну під командуванням віце-адмірала сера Джорджа Кейта Елфінстоуна та іншу під командуванням комодора Джона Бланкетта, з невеликою експедиційною силою з 515 солдатів 78-го піхотного полку під командуванням Генерал-майора сера Джеймса Генрі Крейга. Більша сила під командуванням генерала Алуреда Кларка отримала вказівку слідувати за цими ескадрами 15 травня з військами та припасами для більш тривалої кампанії, з наказом триматися в Сан-Сальвадорі, доки не буде отримано запит.

## Вторгнення

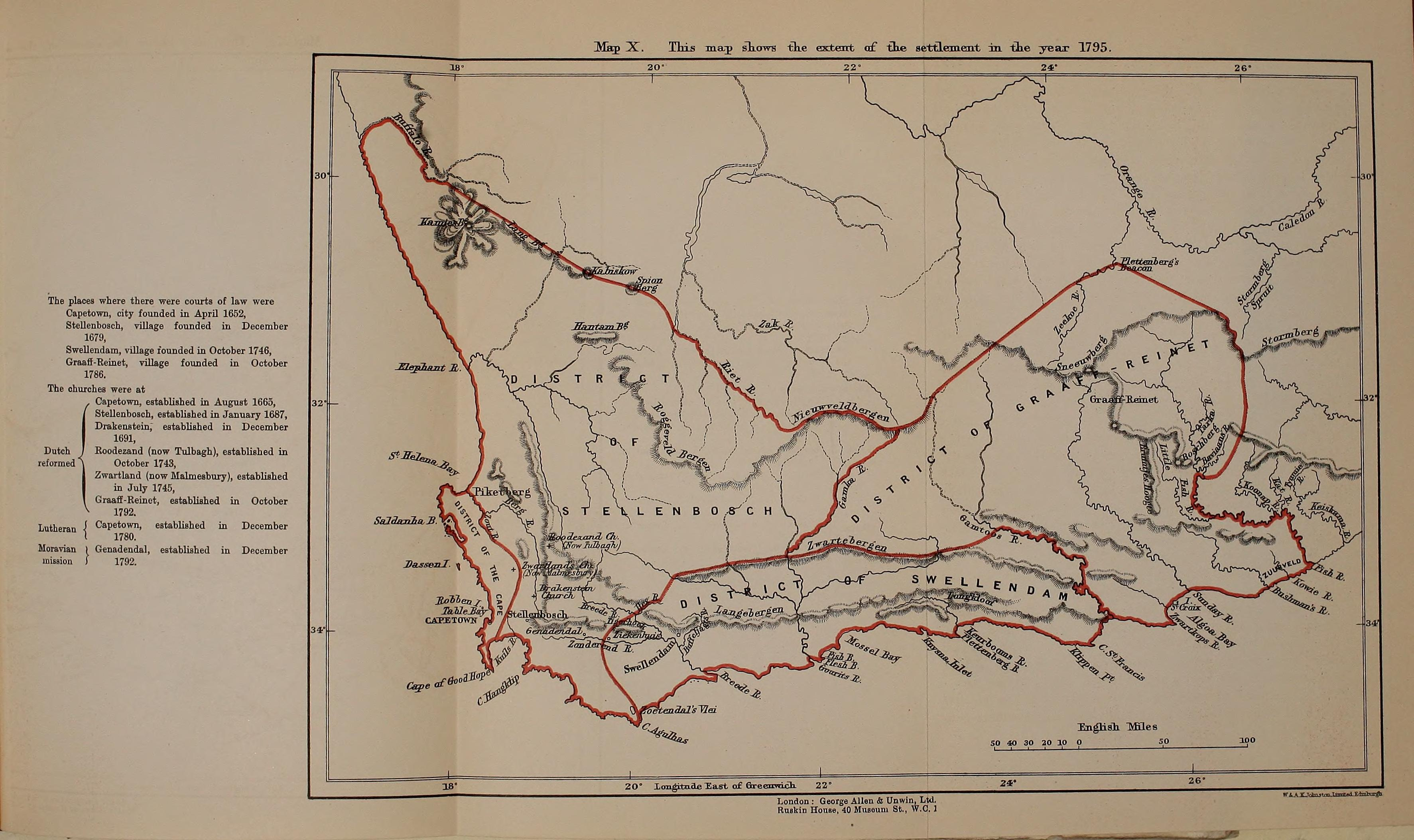
Протяжність голландської Капської колонії в 1795 році. Кейптаун внизу ліворуч

Бланкетт і Елфінстон об'єдналися біля мису 10 червня 1795 року і кинули якір у затоці Саймона. Там до Слюйскена були надіслані повідомлення з пропозицією союзу проти французів. Проте нідерландський губернатор був схильний чинити опір, евакуювавши цивільне населення з міста Саймон на початку липня та підготувавшись до знищення міста. Щоб запобігти цьому, 14 липня Крейг висадив 800 солдатів і королівських морських піхотинців, які зайняли Саймонс-Таун, а голландці відійшли до перевалу в Муйзенбергу, через який проходила дорога на Кейптаун. Протягом наступного місяця обидві армії дотримувалися непростого перемир'я, яке порушувалося випадковими патрулями та снайперськими обстрілами. У цей період Ельфінстон і Слуйскен продовжували переговори про здачу колонії. Ці переговори зайшли в глухий кут через суперечки в колоніальному уряді щодо легітимності скинутого Вільгельма Оранського та підозри щодо британських намірів. Поки дебати тривали, британським посланцям було дозволено вільне пересування в Кейптауні, докладно спостерігаючи за захистом.

## Наслідки
Загальні втрати британців склали чотири вбитих і 54 поранених. У Столовій бухті були захоплені голландський фрегат «Castor» і 14-гарматний торговий бриг «Star». Британці взяли обидва на озброєння, Castor як HMS Saldanha і Star як HMS Hope. Значна ескадра Ельфінстона залишилася на мисі, щоб стримати спроби відбити колонію. Частини цих сил згодом були розгорнуті для посилення британських сил в Індійському океані. Блокаду Іль-де-Франс було відновлено, і «Нахабний і Переможний» були відправлені до Голландської Ост-Індії, де вони мали битися в безрезультатній битві з французькою ескадрою біля Суматри у вересні 1796 року. Сам Ельфінстон відплив до Мадраса, де він отримав повідомлення про те, що сили Батавського флоту відпливли з Батавської Республіки, щоб відвоювати Капську колонію. Адмірал повернувся до Кейптауна, зібравши велику ескадру, щоб чекати прибуття голландців. Подальші звіти показали силу та прогрес голландців, і Ельфінстон мав достатньо часу, щоб підготувати свою ескадру до їхнього прибуття та збільшити гарнізон на березі. Голландський контр-адмірал Енгельбертус Лукас провів майже шість місяців на проході й не збирав жодної розвідувальної інформації про британську оборону. Таким чином, коли він прибув до мису, його невдовзі виявив Ельфінстон у затоці Салданья та залякав, щоб він здався без бою.